# All That You Can’t Leave Behind
All That You Can’t Leave Behind – dziesiąty album grupy U2, wydany 30 października 2000.
Producentami albumu byli Daniel Lanois i Brian Eno. Krążek nagrano w HQ, Windmill Lane Recording Studios, Westland Studios i Totally Wired w Dublinie oraz na południu Francji.
All That You Can’t Leave Behind to album, którym muzycy U2 zakończyli okres eksperymentów muzycznych, charakteryzujący lata 90. w ich twórczości i powrócili do bardziej tradycyjnych dźwięków, nie rezygnując jednakże całkowicie z elektronicznych podbarwień („Beautiful Day”, „Elevation”). Piosenki w większości są optymistyczne („Beautiful Day”), lecz są wyjątki jak np. „Stuck in a Moment You Can’t Get Out Of”, w którym Bono śpiewa o swoim przyjacielu Michaelu Hutchence, wokaliście INXS, który popełnił samobójstwo.
Po wydaniu płyty zespół wyruszył w trasę koncertową o nazwie „Elevation Tour”, w trakcie której odwiedził Amerykę Północną i Europę. W odróżnieniu od wielkich tras z lat 90. koncerty Elevation Tour odbywały się prawie wyłącznie w halach (wyjątki stanowią dwa koncerty w Slane Castle w Irlandii, z których jeden został udokumentowany DVD U2 Go Home: Live from Slane Castle, oraz koncert w Turynie, który odbył się na Stadio Delle Alpi). Utwór „Beautiful Day” do dziś pozostaje jedną z czterech piosenek zespołu, której nie zabrakło na żadnym z koncertów U2 od momentu premiery (pozostałe to „One”, „Vertigo” i „City of Blinding Lights”).
W 2003 album został sklasyfikowany na 139. miejscu listy 500 albumów wszech czasów magazynu Rolling Stone a w roku 2011 na 13. miejscu najlepszych płyt lat'00 XXI wieku.

## Lista utworów
1. „Beautiful Day” – 4:08
2. „Stuck in a Moment You Can’t Get Out Of” – 4:32
3. „Elevation” – 3:47
4. „Walk On” – 4:56
5. „Kite” – 4:26
6. „In a Little While” – 3:40
7. „Wild Honey” – 3:46
8. „Peace on Earth” – 4:48
9. „When I Look at the World” – 4:17
10. „New York” – 5:27
11. „Grace” – 5:31
12. „The Ground Beneath Her Feet” (bonus na brytyjskim wydaniu albumu) – 3:42

## Twórcy
U2
- Bono - wokale główne, gitara, syntezator (utwór: 2)
- The Edge - gitary, wokal wspierający, pianino, syntezator (utwór: 3), smyczki (utwór: 5)
- Adam Clayton - gitara basowa
- Larry Mullen Jr. - perkusja, instrumenty perkusyjne

## Sprzedaż i pozycje na listach
| Kraj              | Pozycja | Status           | Sprzedaż   |
| ----------------- | ------- | ---------------- | ---------- |
| Australia         |         | 4x Platyna       | 280,000+   |
| Austria           | 1       | Platyna          | 30,000+    |
| Dania             | 1       | 2x Platyna       | 60,000+    |
| Finlandia         | 1       | Złoto            | 27,312+    |
| Francja           | 1       |                  |            |
| Holandia          |         | 2x Platyna       | 160,000+   |
| Kanada            | 1       | 5x Platyna       | 500,000+   |
| Meksyk            |         | Platyna          | 75,000+    |
| Niemcy            |         | Platyna/3x Złoto | 500,000+   |
| Norwegia          |         | Platyna          | 40,000+    |
| Nowa Zelandia     | 1       | 3x Platyna       | 45,000+    |
| Polska            |         | Złoto            | 50,000+    |
| Stany Zjednoczone | 3       | 4x Platyna       | 4,000,000+ |
| Szwecja           | 1       | Platyna          | 60,000+    |
| Szwajcaria        | 2       | 2x Platyna       | 80,000+    |
| Węgry             |         | Złoto            | 5,000+     |
| Wielka Brytania   | 1       | 2x Platyna       | 600,000+   |

## Nagrody
„Beautiful Day” i „Walk On” zdobyły nagrodę Grammy za piosenkę roku kolejno w 2001 i 2002. Cały album został uznany za album roku. Piosenki z płyty zajmowały najwyższe miejsca na listach przebojów w wielu krajach.